# Tom Devriendt
Tom Devriendt (* 29. Oktober 1991 in Veurne) ist ein ehemaliger belgischer Radrennfahrer.

## Karriere

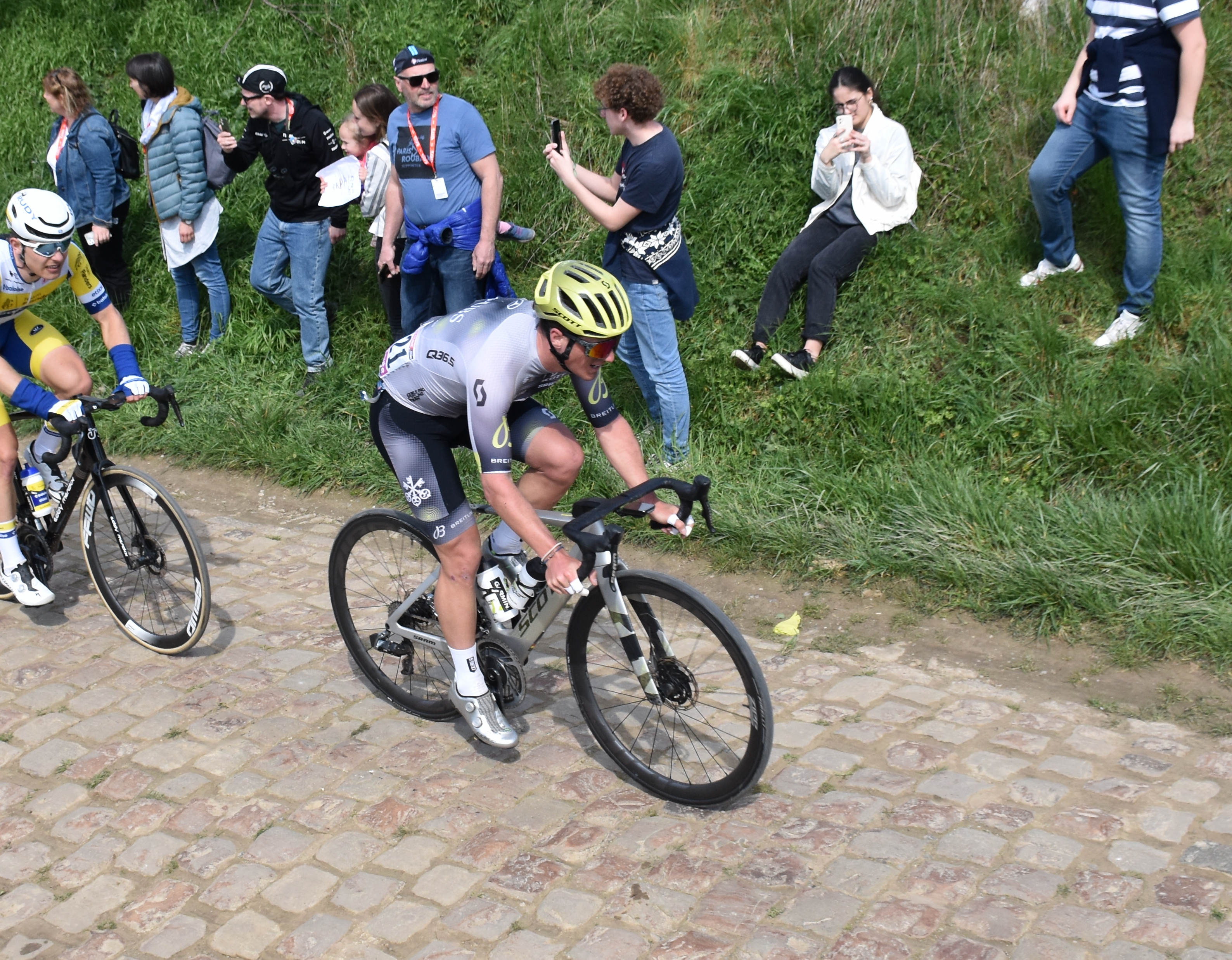
Paris-Roubaix 2023 – Pavé de Quiévy à Saint-Python – N° 221 Tom Devriendt.

Devriendt belegte im Jahr 2010 den vierten Platz beim Memorial Danny Jonckheere Oudenburg. Im folgenden Jahr belegte er beim UCI-Rennen Omloop van het Waasland den achten Platz und konnte einen Sieg beim Mannschaftszeitfahren auf der dritten Etappe der Tour de l'Eure et Loire feiern. Einen Tag später belegte er beim nächsten Teilstück den zweiten Rang. Im August 2011 gelang ihm schließlich mit einem Sieg beim belgischen Eintagesrennen Dwars door de Antwerpse Kempen sein erster Erfolg auf der UCI Europe Tour.
Nach zwei Jahren bei dem Club EFC-Omega Pharma-Quick-Step fuhr er in der Saison 2014 mit dem Team 3M erstmals bei einem UCI lizenzierten Team.
Ein Jahr später wurde er Mitglied im UCI World Team Wanty-Groupe Gobert, bei dem er bis zur Saison 2022 blieb. In den acht Jahren gelangen Devriendt zwei Siege: 2017 beim Eintagesrennen Omloop van het Houtland und 2019 auf der zweiten Etappe der Österreich-Rundfahrt. 2022 erreichte er beim Radsportmonument Paris–Roubaix einen vierten Platz.
Zur Saison 2023 wechselte Devriendt das Team und wurde Mitglied im Q36.5 Pro Cycling Team. Aufgrund einer Morbus-Crohn-Erkrankung beendete er nach der Saison 2024 seine Karriere im Alter von 33 Jahren.

## Erfolge
2011
- Dwars door de Antwerpse Kempen

2017
- Omloop van het Houtland

2019
- eine Etappe Österreich-Rundfahrt